# Allée du Parc-de-Choisy
L'allée du Parc-de-Choisy est une voie du 13e arrondissement de Paris, en France.

## Situation et accès
L'allée du Parc-de-Choisy est une voie située dans le 13e arrondissement de Paris. Elle débute au 123, avenue de Choisy et se termine en impasse.

## Origine du nom
Elle porte ce nom en raison de sa proximité avec l'avenue éponyme.

## Historique
Provisoirement dénommée « voie BC/13 », cette allée prend sa dénomination actuelle le 5 décembre 1986.